# ضفدع ذو الأنف الجاروفي
ضفادع ذات الأنف الجاروفي (الاسم العلمي: Hemisus)، جنس ضفادع إفريقية، وهو الجنس الوحيد في فصيلته «ضفدعيات الأنف الجاروفي». أنواعه تسعة، أعطانها إفريقيا جنوب الصحراء الاستوائية أو شبه الاستوائيه. هي ضفادع متوسطة القد، يصل طولها إلى 8 سم (3.1 بوصة). وهي ذات جسم دائري، قصيرة الأرجل. رؤوسها صغيرة وضيقة وذات أنوف خنسية.